# Douglas Colin Cameron
Pour les articles homonymes, voir Cameron.
Douglas Colin Cameron, né le 8 juin 1854 à Hawkesbury et mort le 27 novembre 1921 à Toronto, est un homme politique canadien, Lieutenant-gouverneur de la province du Manitoba de 1911 à 1916.